# Ettore Tosi
Ettore Tosi (Mormanno, 17 novembre 1977) è un attore pornografico, regista e produttore cinematografico italiano, che lavora esclusivamente nel campo della pornografia gay.

## Biografia
Nato in un piccolo paese della provincia di Cosenza, inizia a lavorare nel settore della pornografia inizialmente come assistente di produzione per la Lucas Kazan Productions. Nel 1998 debutta come attore pornografico con lo pseudonimo Ettore Tosi, prendendo parte a Desire: Journey to Italy 2. L'anno successivo lavora in Hotel Italia, sempre della Lucas Kazan Productions.
Nel corso degli anni diventa uno dei modelli di punta della Lucas Kazan Productions. La sua collaborazione con la casa di produzione di Lucas Kazan continua anche a livello produttivo, come regista e produttore, sia della serie LKP Casting, sia dei reality su lucaskazan.com. Come attore hard ha preso parte alle pellicole Across the Ocean (2000), American Holidays (2001), The Road to Naples (2000), quest'ultimo segna anche il suo debutto dietro la macchina da presa.
Come regista ha diretto Mykonos: LKP Casting 03 che ha vinto un GayVN Awards nel 2004 nella categoria "Miglior Film Pro-Am"  e Sexcursions: LKP Casting 04, che ha ricevuto nel 2009 una candidatura ai GayVN Award nella stessa categoria.
Nel settembre 2012 torna davanti alle telecamere con When in Madrid, interpretato al fianco di Damien Crosse. Per il film Men For All Seasons ottiene la candidatura come regista dell'anno e film dell'anno ai XBIZ Awards 2014. Of Boys and Men viene candidato come miglior film all-sex e miglior regista non feature ai GayVN Award 2018, oltre ad ottenere una candidatura come miglior regista ai PinkX Gay Video Awards di Parigi. Nell'edizione successiva dei GayVN Awards ottiene quattro candidature per i suoi film Addicted e Loved Fucked.
Nel 2020 il suo film It Happened in Ibiza ha ottenuto sette candidature ai Grabby Awards, tra cui miglior film e miglior regista.

### Vita privata
L'attore vive tra l'Italia e Los Angeles, ha una compagna da cui ha avuto un figlio. Tosi si identifica come bisessuale ma afferma anche di sentirsi più a suo agio con gli uomini.

## Filmografia parziale

### Attore
- Journey to Italy 2 (1998)
- Hotel Italia (1999)
- Across the Ocean (2000)
- The Road to Naples (2000)
- American Holidays (2001)
- L'elisir d'amore (2002)
- Backstage (2004)
- A Sicilian Tale (2003)
- Italians and Other Strangers (2008)
- Sexcursions 05 (2009)
- RoughTender (2010)
- Giuseppe and His Buddies (2010)
- Mambo Italiano (2011)
- When In Madrid (2012)
- Men For All Seasons (2013)
- The Spanish Connexxxion (2016)
- It Happened in Ibiza (2019)
- Dear Friend (2020)

### Regista
- The Road to Naples (2000)
- Maspalomas (2002)
- Mykonos: LKP Casting 03 (2003)
- Daniel and His Buddies (2009)
- Sexcursions 05 (2009)
- Giuseppe and His Buddies (2010)
- Men For All Seasons (2013)
- The Sicilian Connexxxion (2014)
- The Men I Watend 2 (2015)
- Strangers and Lovers (2016)
- The Spanish Connexxxion (2016)
- Of Boys and Men (2017)
- Addicted (2017)
- Loved Fucked (2018)
- It Happened in Ibiza (2019)
- Dear Friend (2020)